# Lilian Watson
Lilian Watson (født 17. september 1857 i London, død 27. maj 1918 i West Midlands) var en engelsk tennisspiller. Hendes søster var Maud Watson, den første Wimbledon-mester i damesingle. I 1884 blev hun besejret af Maud i Wimbledon-finalen i damesingle – den første kamp mellem søstre i Wimbledon-historien. Lilian blev slået ud i 1. runde i Wimbledon-turneringen i 1885, og sidste gang hun deltog i Wimbledon i 1886 nåede hun semifinalerne, hvor hun tabte til den senere mester, Blanche Bingley.